# Aleksiej Kostylew
Aleksiej Nikołajewicz Kostylew, ros. Алексей Николаевич Костылев (ur. 1914 w Moskwie, Imperium Rosyjskie, zm. 1986 w Moskwie, Rosyjska FSRR) – rosyjski piłkarz, grający na pozycji pomocnika, trener piłkarski.

## Kariera piłkarska
W 1929 rozpoczął karierę piłkarską w drużynie Start Moskwa. W 1933 roku przeniósł się do klubu Promkoopieracija Moskwa. W 1935 po reorganizacji klubu został piłkarzem Spartaka Moskwa, w którym zakończył karierę piłkarza.

## Kariera trenerska
Karierę szkoleniowca rozpoczął po zakończeniu kariery piłkarza. Od 1936 trenował kluby Dinamo Kalinin, Dinamo Kazań i Spartak Kiszyniów.
Po rozpoczęciu Wielkiej Wojny Ojczyźnianej został powołany do Armii Czerwonej. Więzień niemieckiego obozu koncentracyjnego Mauthausen. Odznaczony Orderem Czerwonej Gwiazdy oraz różnymi medalami.
Po zakończeniu II wojny światowej powrócił do kariery trenerskiej. W 1946 dołączył do sztabu szkoleniowego Szachtara Stalino, a w 1947 stał na czele Szachtara, którym kierował do 1948. Od 1949 do 1950 prowadził Torpedo Stalingrad, a od 1953 do 1954 ukraiński Metałurh Odessa. W 1955 przeniósł się do Metałurha Zaporoże. Od 1957 do 1959 zajmował stanowisko starszego trenera Trud Woroneż. W latach 1960–1962 pracował na stanowisku selekcjonera reprezentacji Rosyjskiej FSRR. Następnie prowadził kluby Lokomotiw Moskwa, ponownie Trud Woroneż, Sierp i Mołot Moskwa, Kubań Krasnodar, Mietałłurg Czerepowiec, Torpedo Taganrog, Sachalin Jużnosachalińsk i Czkałowiec Nowosybirsk. W latach 1967–1968 kierował klubem Lokomotiw Kaługa na stanowisku dyrektora technicznego.
Zmarł w 1989 w Moskwie w wieku 75 lat.

## Sukcesy i odznaczenia

### Sukcesy trenerskie
Szachtar Stalino
- wicemistrz strefy ukraińskiej Drugiej Grupy ZSRR: 1948
- brązowy medalista strefy ukraińskiej Drugiej Grupy ZSRR: 1947

### Odznaczenia
- tytuł Zasłużonego Trenera Rosyjskiej FSRR
- Order Czerwonej Gwiazdy